# Gavriil Dmitrijevics Kacsalin
Gavriil Dmitrijevics Kacsalin (oroszul: Гавриил Дмитриевич Качалин; Moszkva, 1911. január 17. – Moszkva, 1995. május 23.) orosz labdarúgó, edző.
A szovjet válogatott szövetségi kapitányaként részt vett az 1958-as, az 1962-es és az 1970-es labdarúgó-világbajnokságon, illetve az 1960-as labdarúgó-Európa-bajnokságon, utóbbin aranyérmet szereztek.